# Guédiawaye
Guédiawaye ist eine Großstadt in Senegal, die als Ville de Guédiawaye aus fünf Stadtbezirken im Status von Gemeinden besteht. Für die Stadt wurde das Département Guédiawaye als eines von fünf Départements der Metropolregion Dakar geschaffen. Es besteht aus zwei Arrondissements. Guédiawaye liegt an der Atlantikküste im zentralen Westen Senegals und wurde als Trabantenstadt am Stadtrand von Dakar und nordwestlich von Pikine am Nordufer der Cap-Vert-Halbinsel in einem Dünengebiet geplant und errichtet. Das Rathaus Hôtel de ville liegt im Stadtbezirk Sam Notaire.

## Geographie
Guédiawaye liegt als nordöstliche Nachbarstadt von Dakar in dem sich bis auf 4,6 Kilometer verjüngenden Flaschenhals der Cap-Vert-Halbinsel. Das Stadtgebiet begleitet fünfeinhalb Kilometer lang den Sandstrand der Grande-Côte und reicht von dort bis zu 2400 Meter nach Süden ins Hinterland. Ein stiefelförmig gebogener rund 700 Meter breiter und 3500 Meter langer Haken südlich von Cambérène vergrößert das Stadtgebiet nach Südwesten und legt sich in einigem Abstand um die zu den Niayes zählende Grande Niaye de Pikine von Pikine Ouest. Das Stadtgebiet von Guédiawaye hat eine Fläche von 13,35 km² und ist fast vollständig bebaut. Durch den hohen Grad der Urbanisierung ist die Bebauung mit den Kommunen des Umlandes baulich zusammengewachsen.

## Geschichte
Guédiawaye entstand ab 1967 mit der Wiederansiedlung von Menschen, die das Umfeld des Stadtzentrums von Dakar verlassen mussten. Als Folge von amtlichen Maßnahmen kamen sie in immer neuen Wellen aus Dakar. Im Jahr 1972 erfolgte die Errichtung der communauté rurale de Guédiawaye (Landgemeinde Guédiawaye). Hier entstanden zum einen reguläre Siedlungen mit Häusern, die von den Bewohnern mit eigenen Mitteln gebaut wurden. Wieder andere siedelten irregulär, womöglich in überschwemmungsgefährdeten Feuchtgebieten. Als dritte Art des Wohnens entstanden seit den 1980er Jahren geplante Quartiere aus erschlossenen Baugebieten, in der Regel entlang der Küste. Die Bevölkerung nahm sehr schnell zu, so dass Guédiawaye im Jahr 1990 den Status einer Gemeinde (commune) erhielt und, obgleich im Grunde nur eine Schlafstadt der nahegelegenen Metropole, eine der größten Städte der Region Dakar war. Im Jahr 1996 wurde die städtische Kommune Guédiawaye in fünf communes d’arrondissement unterteilt und diese wiederum wurden in der Großstadt Ville de Guédiawaye zusammengefasst, ähnlich der kommunalen Gliederung der Hauptstadt Dakar. Am 21. Februar 2002 wurde das Gebiet von Guédiawaye, bisher ein Arrondissement im Département Pikine, aus diesem Département ausgegliedert und erhielt den Rang eines eigenständigen Département Guédiawaye. Seitdem ist Guédiawaye organisatorisch gleichrangig mit den benachbarten Großstädten Dakar und Pikine. Im Jahr 2014 erhielten die fünf Stadtbezirke (communes d’arrondissement) Golf Sud, Sam Notaire, Wakhinane Nimzatt, Ndiarème Limamoulaye und Médina Gounass, wie in Senegal alle communes d'arrondissement, den landesweit einheitlichen Status einer Gemeinde (commune).

## Bevölkerung
Die letzten Volkszählungen ergaben für die Stadt jeweils folgende Einwohnerzahlen:
| Jahr | Einwohner |
| ---- | --------- |
| 1988 | …         |
| 2002 | 258.370   |
| 2013 | 329.658   |
| 2023 | 372.708   |

Wie in der ganzen Hauptstadtregion gab es auch hier einen starken Bevölkerungsanstieg. Die Bevölkerungsdichte im Stadtgebiet nimmt einen landesweiten Spitzenplatz ein.

## Gliederung
Die  Großstadt Ville de Guédiawaye ist in fünf Communes (städtischen Gemeinden) gegliedert, die organisatorisch in zwei Arrondissements zusammengefasst sind. Das Stadtgebiet hatte 2023 eine Fläche von rund 13,35 Quadratkilometern.
| Teilgebiet                          | Fläche km² | Einwohner 2013 | Einwohner 2023 |
| ----------------------------------- | ---------- | -------------- | -------------- |
| Arrondissement de Sam Notaire       | 6,9640     | 171.005        | 194.635        |
| Golf Sud                            | 4,2610     | 92.345         | 114.069        |
| Sam Notaire                         | 2,7030     | 78.660         | 80.566         |
| Arrondissement de Wakhinane Nimzatt | 6,3817     | 158.653        | 178.073        |
| Ndiarème Limamoulaye                | 1,3030     | 35.171         | 36.024         |
| Wakhinane Nimzatt                   | 4,3460     | 89.721         | 105.461        |
| Médina Gounass                      | 0,7327     | 33.761         | 36.588         |
| Ville de Guédiawaye zusammen        | 13,3457    | 329 658        | 372.708        |

Die Auflistung der Stadtteile folgt der Reihenfolge der Lage am Meer von West nach Ost; Médina Gounass ist der einzige Stadtteil im Binnenland ohne Küstenabschnitt.

## Kultur
Als Sportart ist Rugby populär; der örtliche Erstliga-Fußballclub heißt FC Guédiawaye und der senegalesische Fußballnationalspieler Tony Sylva sowie Abdoulaye Diakhaté und Diafra Sakho stammen aus der Stadt.

## Städtepartnerschaften
- Birmingham (Alabama), Vereinigte Staaten

## Persönlichkeiten
- Mamadou Sabaly (* 1973), Fußballspieler, Trainer und Physiotherapeut
- Tony Sylva (* 1975), Fußballtorwart
- Diafra Sakho (* 1989), Fußballspieler
- Louis François Mendy (* 1999), Hürdenläufer
- Demba Seck (* 2001), Fußballspieler
- Cory Sène (* 2001), Fußballspieler
- Habib Diarra (* 2004), französisch-senegalesischer Fußballspieler
- Eli John Ndiaye (* 2004), senegalesisch-spanischer Basketballspieler
- Sidi Gueye (* 2007), Basketballspieler